# سیارک ۳۴۶۳
سیارک ۳۴۶۳ (به انگلیسی: 3463 Kaokuen، نامگذاری:1981XJ2) سه هزار و چهارصد و شصت و سومین سیارک کشف شده‌است که در ۳ دسامبر ۱۹۸۱ کشف شد.
قدر مطلق سیارک برابر ۱۳٫۲۰ است.